# T Cephei
Désignations
T Cephei est une étoile variable de type Mira de la constellation de Céphée. Située à environ ∼ 600 a.l. (∼ 184 pc), elle varie entre les magnitudes 5,2 et 11,3 sur une période d'environ 388 jours,.

## Propriétés
T Cephei est une géante rouge de type spectral M6-9e avec une température effective de 2 400 K, un rayon de 329 R☉, une masse de 0.55 M☉ et une luminosité de 5 700 L☉. Si elle était à la place du Soleil, sa photosphère engloberait au moins l'orbite de Mars. On pense que cette étoile est dans un stade avancé de sa vie, soufflant son atmosphère chargée de suie pour former une naine blanche dans un futur éloigné.
Il s'agit d'une étoile variable de type Mira à longue période avec des longueurs de cycle changeantes, montrant une variation de ses caractéristiques spectrales au cours de chaque cycle. Des périodes de pulsation de 388, 398 et 382 jours ont été rapportées, ainsi que des variations d'amplitude, qui peuvent indiquer des cycles de pulsation doubles qui interfèrent les uns avec les autres.